# George Baldock
George Baldock (ur. 9 marca 1993 w Buckingham, zm. 9 października 2024 w Glifadzie) – angielski piłkarz, występujący na pozycji obrońcy, reprezentant Grecji w latach 2022–2024.
Dzięki temu, że Greczynką była jego babka od strony matki, otrzymał greckie obywatelstwo i występował w reprezentacji Grecji.